# Rustaque (Omã)
Rustaque (em árabe: الرستاق; romaniz.: Ar-Rustaq) é uma cidade da província de Batina Meridional e capital do vilaiete de Rustaque, no Omã. De acordo com o censo de 2010, tinha 28 078 habitantes. Compreende uma área de 30,3 quilômetros quadrados.